# Partido Comunista do Tajiquistão
O Partido Comunista do Tajiquistão (em tajique: Зизби Коммунисти Тоцикистон, Hizbi Kommunistiyi Tojikiston) é um partido comunista do Tajiquistão, e o partido político mais antigo do país. Foi o partido que governou o Tajiquistão durante o período soviético.
Nas eleições parlamentares de 2020, o partido conquistou 3,1% dos votos populares e 2 dos 63 assentos.

## Era soviética
Os primeiros grupos social-democratas surgiram no Tajiquistão durante a Revolução Russa de 1905 e no final de 1917 e início de 1918, organizações bolcheviques foram criadas em Cujanda, Uratepe, Panjaquente e Shurab. Em 6 de dezembro de 1924, o governo formou o Gabinete Organizador do Comitê Central do Partido Comunista do Uzbequistão na República Socialista Soviética Autônoma Tajique. A primeira conferência do partido tajique foi realizada entre 21 e 27 de outubro de 1927. Em 25 de novembro de 1929, por decisão do Politburo do PCUS, o PCT foi formada pela separação da PCU. Em 1975, a PCT tinha mais de 94.000 membros.

## Pós-independência
Após a queda da União Soviética, foi votado para renomear o PCT para Partido Socialista do Tajiquistão, no entanto, em dezembro de 1991, a proibição das atividades do Partido Comunista foi suspensa. Durante a Guerra Civil do Tajiquistão, o PCT apoiou o governo e a Frente Popular do Tajiquistão. Atualmente, o Partido Comunista do Tajiquistão é indiferente ao governo de Emomali Rahmon. A partir dos anos 2000, a PCT perdeu a maioria do seu eleitorado, com o eleitorado atual do partido sendo composto principalmente por pessoas em idade de aposentadoria.

## Líderes

### Primeiro Secretário do Partido Comunista do Tajiquistão (1924-1991)
| Nº                  | Retrato             | Nome (Nascimento-Morte)        | Início do mandato   | Fim do mandato      |
| Primeiro Secretário | Primeiro Secretário | Primeiro Secretário            | Primeiro Secretário | Primeiro Secretário |
| ------------------- | ------------------- | ------------------------------ | ------------------- | ------------------- |
| 1                   |                     | Chinor Emomov (1898-1939)      | 1924                | 1927                |
| 2                   |                     | Mumin Khojaev (?-?)            | 1927                | 1928                |
| 3                   |                     | Ali Shervoni (?-?)             | 1928                | 1929                |
| 4                   |                     | Shirinsho Shotemur (1899-1937) | 1929                | 1930                |
| 5                   |                     | Mirza Huseynov (1894-1938)     | 1930                | 1933                |
| 6                   |                     | Grigory Broydo (1883-1956)     | 1933                | 1934                |
| 7                   |                     | Suren Shadunts (1898-1938)     | 1934                | 1936                |
| 8                   |                     | Urunboi Ashurov (1903-1938)    | 1936                | 1937                |
| 9                   |                     | Dmitri Protopopov (1897-1986)  | 1937                | 1946                |
| 10                  |                     | Bobojon Ghafurov (1908-1977)   | 1946                | 1956                |
| 11                  |                     | Tursun Uljabayev (1916-1988)   | 1956                | 1961                |
| 12                  |                     | Jabbor Rasulov (1913-1982)     | 1961                | 1982                |
| 13                  |                     | Rahmon Nabiyev (1930-1993)     | 1982                | 1985                |
| 14                  |                     | Qahhor Mahkamov (1932-2016)    | 1985                | 1991                |

### Presidente do Partido Comunista do Tajiquistão (1991-Presente)
| Nº | Retrato | Nome (Nascimento-Morte)     | Início do mandato      | Fim do mandato         |
| -- | ------- | --------------------------- | ---------------------- | ---------------------- |
| 1  |         | Shodi Shabdolov (1943-)     | 1991                   | 2 de julho de 2016     |
| 2  |         | Ismoil Talbakov (1955-2016) | 2 de julho de 2016     | 17 de dezembro de 2016 |
| 3  |         | Mirzoazim Nasimov (?-?)     | 17 de dezembro de 2016 | 22 de abril de 2017    |
| 4  |         | Miroj Abdulloyev (1948-)    | 22 de abril de 2017    | Presente               |

## Histórico eleitoral

### Eleições presidenciais
| Eleição | Candidato do partido              | Votos     | %      | Resultado  |
| ------- | --------------------------------- | --------- | ------ | ---------- |
| 1991    | Rahmon Nabiyev                    | 1,321,189 | 60.44% | Eleito     |
| 1994    | Emomali Rahmon (apoiado pelo PCT) | 1,434,437 | 59.54% | Eleito     |
| 2006    | Ismoil Talbakov                   | 159,493   | 5.2%   | Não Eleito |
| 2013    | Ismoil Talbakov                   | 181,675   | 5.04%  | Não Eleito |
| 2020    | Miroj Abdulloyev                  | 49,212    | 1.18%  | Não Eleito |